# Gyllene skivan
De Gyllene skivan ("gouden schijf") is een prijs van het  Zweedse jazztijdschrift Orkesterjournalen (een van de oudste jazztijdschriften ter wereld) die sinds 1954 jaarlijks wordt uitgereikt voor het beste Zweedse jazzalbum. De prijswinnaar wordt in februari van het nakomende jaar bekendgemaakt.

## Winnaars
- 1954: Lars Gullin: Dannys dream – Metronome
- 1955: Arne Domnérus: Rockin’ chair – HMV
- 1956: Hacke Björksten: On the Alamo – Metronome
- 1957: Bengt Hallberg: Dinah m fl – Philips
- 1958: Harry Arnold: Quincy’s Home Again – Metronome
- 1959: Åke Persson: Quincy – Here Ce Come – Metronome
- 1960: Jan Johansson: Mäster Johansgatan 12 – Megafon
- 1961: Jan Johansson: 8 bitar Johansson – Megafon
- 1962: Bengt-Arne Wallin: Old folklore in swedish modern – Dux
- 1963: Eje Thelin: So Far – Columbia
- 1964: Lars Gullin: Portrait of My Pals – Columbia
- 1965: Bernt Rosengren: Stockholm dues – Columbia
- 1966: Börje Fredriksson: Intervall – Columbia
- 1967: Arne Domnérus: Mobil – Megafon
- 1968/69: Bernt Rosengren: Improvisationer – SJR
- 1970: Jan Allan: Jan Allan ’70 – MCA
- 1971: Bjarne Nerem: How Long Has This Been Going On – Odeon
- 1972: Nisse Sandström: The Painter – Odeon
- 1973: Putte Wickman: Happy New Year – Odeon
- 1974: Bernt Rosengren: Notes from the Underground – Harvest
- 1975: Eje Thelin: Eje Thelin – Caprice
- 1976: Nannie Porres: Närbild – EMI
- 1977: Rune Gustafsson: Move – Sonet
- 1978: Arne Domnérus & Bengt Hallberg: Duets for Duke – Sonet
- 1979: Nils Lindberg: Saxes galore – Bluebell
- 1980: Jazz Incorporated: Live at Fasching – Caprice
- 1981: Lars Sjösten: Select Notes – Caprice
- 1982: Jazz Incorporated: Walkin’ on – Dragon
- 1983: Christer Boustedt: plays Thelonious Monk – Dragon
- 1984: Tolvan Big Band: Montreux and More – Dragon
- 1985: Rolf Ericson: Stockholm Sweetnin’ – Dragon
- 1986: Krister Andersson: Krister Andersson and Friends – Dragon
- 1987: Bertil Löfgren: First Time – Dragon
- 1988: Åke Johansson Trio: Encore – Dragon
- 1989: Lars Sjösten Quartett: Roots and Relations – Dragon
- 1990: Joakim Milder: Still in Motion – Dragon
- 1991: Summit Meeting: Full of Life – Dragon
- 1992: Peter Gullin: Tenderness – Dragon
- 1993: Krister Andersson: About Time – Flash Music
- 1994: Bosse Broberg/Red Mitchell: West of the Moon – Dragon
- 1995: Anders Bergcrantz: In this Together – Dragon
- 1996: Bobo Stenson: Reflections – ECM
- 1997: Jan Lundgren Trio: Swedish Standards – Sittel
- 1998: Per Texas Johansson: Alla mina kompisar – Kaza
- 1999: Arne Domnérus & Bernt Rosengren: Face to Face – Dragon
- 2000: Patrik Boman: Seven Piece Machine – Arietta
- 2001: Magnus Lindgren: Paradise Open – Caprice
- 2002: Per Henrik Wallin: Tiveden – Phono Suecia
- 2003: Esbjörn Svensson Trio: Seven Days of Falling – Superstudio Gul
- 2004: Peter Asplund: Lochiel’s Warning – Prophone
- 2005: Bobo Stenson: Goodbye – ECM
- 2006: Esbjörn Svensson Trio (e.s.t.): Tuesday Wonderland – ACT
- 2007: Anders Bergcrantz: About Time – Stunt Records
- 2008: Esbjörn Svensson Trio: Leucocyte - ACT
- 2009: Bernt Rosengren: I'm Flying - PB7
- 2010: Peter Asplund: Asplund Meets Bernstein - Prophone
- 2011: Tonbruket: Dig It to the End - ACT
- 2012: Bobo Stenson Trio: Indicum - ECM/Naxos
- 2013: Fire! Orchestra: Exit (Rune Grammofon)
- 2014: Daniel Karlsson: Fusion for Fish (Brus & Knaster) och Isabella Lundgren: Somehow Life Got in the Way (Ladybird)
- 2015: Per Texas Johansson: De långa rulltrapporna i Flemingsberg (Moserobie)
- 2016: Ellen Andersson Quartet: I'll be Seeing You (Prophone)